# Griswoldella aculifera
Genre
Espèce
Synonymes
- Ceto aculifera Strand, 1916

Griswoldella aculifera, unique représentant du genre Griswoldella, est une espèce d'araignées aranéomorphes de la famille des Corinnidae.

## Distribution
Cette espèce est endémique de Madagascar.

## Description
Le mâle décrit par Haddad en 2021 mesure 5,00 mm et la femelle 5,10 mm.

## Systématique et taxinomie
Cette espèce a été décrite sous le protonyme Ceto aculifera par Strand en 1916. Elle est placée dans le genre Griswoldella par Haddad en 2021.

## Étymologie
Ce genre est nommé en l'honneur de Charles Edward Griswold.

## Publications originales
- Strand, 1916 : « Systematische-faunistische Studien über paläarktische, afrikanische und amerikanische Spinnen des Senckenbergischen Museums. » Archiv für Naturgeschichte, sér. A, vol. 81, no 9, p. 1-153 (texte intégral).
- Haddad, 2021 : « Griswoldella gen. nov., a new castianeirine spider genus from Madagascar (Araneae: Corinnidae). » Arachnology, vol. 18, no 8, p. 859-866.